# Били смо добри момци
Били смо добри момци је књига поезије Ђорђа Симића, објављена у издању издавачке куће Прометеј из Новог Сада 2022. године.

## О аутору
Ђорђе Симић (1989) живи и ради у Земуну. Прву збирку песама „Питоми вулкан“ објавио је 2020. године. Поезија му је заступљена у зборницима и часописима. Главни је и одговорни уредник портала блудни стих који сваког месеца објављује избор регионалне љубавне поезије у формату електронског зборника.

## О књизи
Књига поезије Били смо добри момци припада ангажованој поезији, која није производ спољних околности, већ унутрашњих осећања тескобе и скривања од друштва, од породице, па и од самог себе. У збирци се не пева само о ЛГБТ темама, већ и о савременим проблемима нашег друштва из позиције маргине. Књига представља дело храбрости и нежности због јасног исказивања сопствене природе и љубави. Аутор често улази у рат, али не рат оружја и насиља, већ рат за мир и разумевање.
Стихови песме Били смо добри момци:
| „ | били смо добри момци слично смо одрастали на супротним странама нашег малог града уписали смо добре школе тренирали кошарку са часова глуме трчали на енглески једва смо чекали да побегнемо тамо где нас неће познати љубопитљиви суседи што су за нама викали идеални синови ко девојчице мирни лепи и паметни биће сјајни зетови храбрили су наше мајке сви ти рођаци који нису слутили били су добри момци неки кажу чак и сад | ” |